# Villeurbanne
Villeurbanne (in arpitano Vilorbana) è un comune francese, limitrofo di Lione, di 162 207 abitanti (al 1º gennaio 2022) situato nella metropoli di Lione della regione Alvernia-Rodano-Alpi.
Sede del campus universitario "La Doua", che comprende vari istituti di insegnamento superiore tra cui la "Università Claude-Bernard di Lione", prima università di Lione, e la scuola d'ingegneria "INSA de Lyon". la città è stata nominata dal Ministero della cultura francese prima Capitale francese della cultura.

## Geografia fisica
Villeurbanne è situato sulla riva sinistra del fiume Rodano e forma l'intra-muros sinistro della città di Lione.
È delimitato a ovest dal parco della Tête d'Or, a sud dal 3e arrondissement di Lione, a est dal Bron e da Vaulx-en-Velin e a nord dal fiume Rodano.
Le terre di Villeurbanne sono silicee ed argillose. Il clima di Villeurbanne è temperato.

## Origini del nome
Il nome della città deriva dal latino "villa urbana", che designava una grande fattoria dell'epoca romana e situata nei pressi dell'attuale sede delle Poste di Piazza Grandclément.
Il nome del quartiere di Charpennes viene dal latino carpinus, albero di cui il quartiere era fortemente popolato durante i secoli. Una versione più fantasiosa tende a far discendere il termine dalle vie del quartiere che erano tanto male curate che i carpini erano cresciuti senza controllo.
Il quartiere di Tonkin che è stato creato nel 1894, anno dell'esposizione internazionale e coloniale di Lione, prende il suo nome e il nome delle sue vie proprio dalle conquiste coloniali e dei paesi occupati dalla colonizzazione francese.

## Storia
Essenzialmente agricolo, il comune assunse una certa importanza grazie alla costruzione, nel 1837, delle dighe per contenere il fiume Rodano, le cui piene ricoprivano fino ad allora una buona parte della pianura circostante. Durante la Rivoluzione industriale e verso la fine del XIX secolo, Villeurbanne si sviluppò rapidamente come sobborgo operaio di Lione.

## Società

### Evoluzione demografica
Abitanti censiti

## Geografia antropica

### Quartieri
Il comune è composto da tre grandi zone, al cui interno ci sono vari quartieri:
- a nord del Cours Emile Zola, che attraversa tutta la città in direzione est-ovest, troviamo i quartieri di Charpennes, Tonkin, Croix-Luizet, Cusset e il campus de "La Doua";
- a sud del Cours Emile Zola, i quartieri di Dedieu, Gratte-ciel, Perralière, Charmettes, Ferrandière, Maisons-Neuves e Grandclément;
- a est del Boulevard périphérique di Lione, i quartieri di Saint-Jean (tra i canali di Jonage e di Miribel), Laurent Bonnevay (al sud del canale di Jonage), Bel-Air, Cyprian e Les Brosses.

La città ha un aspetto moderno ed è densamente urbanizzata.

## Infrastrutture e trasporti

### Ferrovie
Ad oggi, la maggior parte delle linee ferroviarie non servono più la città. L'antica linea dell'Est-lyonnais è stata sostituita dalle linee del tram T3 e dal RhôneExpress. Alcune stazioni hanno ancora i nomi delle antiche linee ferroviarie come la Gare de Villeurbanne. 
Diverse linee uniscono Lione a Villeurbanne: la metro B, i tramway 1, 3 e 4, e gli autobus C2, C3, C9, 25, 37, 70 che partono dalla stazione di Lione Part-Dieu e la metro A che inizia nella stazione di Lione-Perrache.

### Piste ciclabili
La rete delle piste ciclabili è densa: più di 30 km di piste ciclabili.

## Amministrazione

### Gemellaggi
Villeurbanne è gemellata con:
- Şuşa, dal 2015
- Moguilev
- Bat Yam
- Apovian
- Abanilla